# Gender-bender (mangagenre)
Gender-bender, på svenska ”genusböjning”, är en genre inom manga och anime. Genren handlar om personer som klär ut sig till motsatt kön för att genomföra något. Exempel på gender-bender-manga är Power!!, Kill Me Kiss Me (K2) och WJuliet.